# Nanchang Changbei International Airport
Nanchang Changbei International Airport är en flygplats i Kina. Den ligger i provinsen Jiangxi, i den sydöstra delen av landet, omkring 20 kilometer norr om provinshuvudstaden Nanchang.
Runt Nanchang Changbei International Airport är det mycket tätbefolkat, med 3 369 invånare per kvadratkilometer. Närmaste större samhälle är Tangshanzhen, 16,0 km söder om Nanchang Changbei International Airport. Trakten runt Nanchang Changbei International Airport består till största delen av jordbruksmark.
Genomsnittlig årsnederbörd är 2 096 millimeter. Den regnigaste månaden är juni, med i genomsnitt 340 mm nederbörd, och den torraste är oktober, med 36 mm nederbörd.